# ガーディアン・エンジェルス

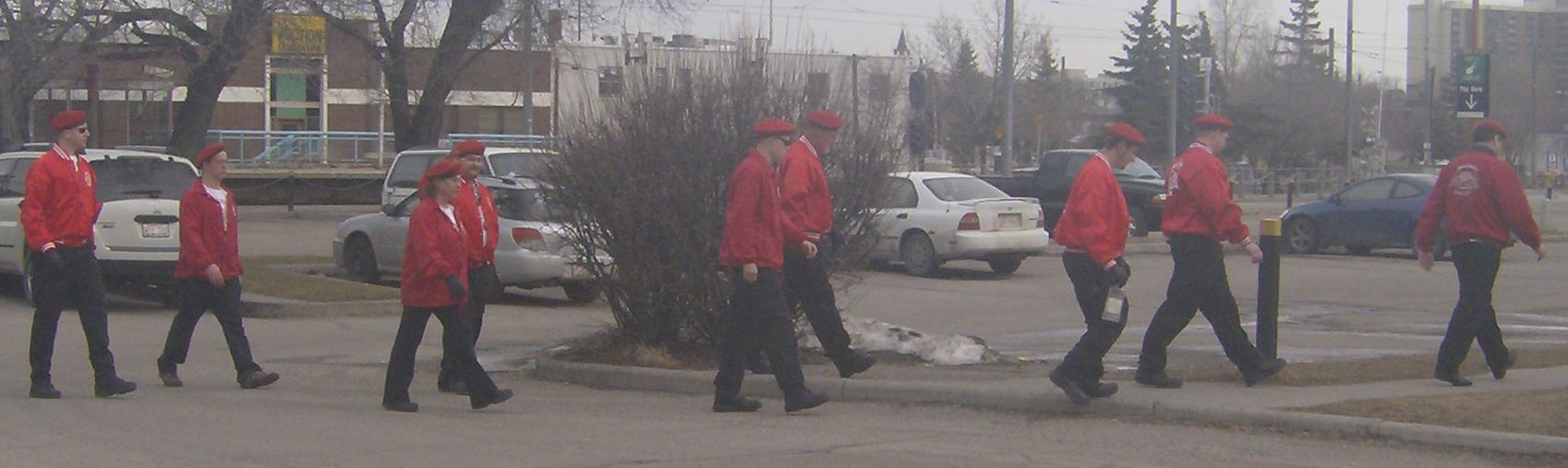
カナダ・カルガリーのガーディアン・エンジェルス

ガーディアン・エンジェルス (Guardian Angels) は、アメリカ合衆国・日本・カナダ・イギリス・ブラジル・南アフリカ共和国などの世界14カ国で運営されている自警団である。略称GA。

## 概要
活動の主な内容は、繁華街でのパトロール、イベントサポート、護身術の普及、小学校・中学校を中心にした犯罪予防教育などの防犯活動である。ユニホームとして、赤いベレー帽と、夏は白いTシャツ、冬は赤いジャンパーを着用している。
活動に従事するメンバーは、一部の専従職員を除きボランティアとして参加しているほか、活動にあたっては武器または武器として使える道具は一切携帯しないこととしている。
ガーディアン・エンジェルスの活動に対する評価は賛否両論が寄せられている。一方では、割れ窓理論に基づく犯罪防止活動が犯罪の減少に大きく貢献しているという専門家の研究結果も存在する。他方、犯罪の減少は経済の好転や失業率の改善、法令の改正、若年者の人口比率低下によるものであり、このような防犯活動とは無関係とする専門家も存在する。

## 沿革
1979年、犯罪多発地域であったニューヨーク・ブロンクス区サウスブロンクスで、マクドナルドの夜間マネージャーを務めていたコミュニティー活動家の現総代表カーティス・スリワと、これに賛同する13人の若者たちにより活動を開始した。「Dare to Care」（“手当ての為に敢えて”―「見て見ぬふりをしない」の意）をモットーに、当時危険であった地下鉄やストリートの見回りを行って、さまざまな犯罪を防止した。また、銃器による犯罪や麻薬を撲滅するための活動を行い、市民から信頼を得るようになった。
1995年からは、サイバー・エンジェルスを通じてオンライン犯罪の防止を教育したり、児童ポルノ等を抑止するため疑わしい運営のサーバやチャットルームをボランティアがパトロールして報告するなどして、活動をインターネット分野へも拡大した。

## シンボルマーク
シンボルマークは、団体名の文字の間に翼の生えた盾と雲が描かれたものである。翼は天使を意味し、雲は犯罪を、盾は守護を意味する。
盾の中央にはフリーメイソンの記号に類似した「目のあるピラミッド」（プロビデンスの目）が表示されているが、これはアメリカ合衆国の1ドル紙幣から引用している。

## 主な本部
米国をはじめ、カナダやオーストラリア、イギリス、ニュージーランド、南アフリカ、フィリピン、日本、ブラジル等、14カ国以上の国々に活動拠点が展開されている。

### 米国
ガーディアンエンジェルスの世界本部が置かれている。ガーディアンエンジェルス発祥の国でもあり、ニューヨークやボストン、サンフランシスコ、ホノルルなど全米に支部がある。また、創設者のスリワは全米ネットの朝のラジオ番組『カーティススリワショウ』でパーソナリティを務め人気を博している。

### 日本
1996年2月11日、アジアで初めての支部として東京支部が設立された。設立者は現理事長の小田啓二。
1999年4月に、日本で第1号の特定非営利活動法人（NPO法人）として認証されており、2002年からは国税庁の認定NPO法人として認定されている。
2003年NPOとしての理事に栗林寿行が就任（後に退任）、全国規模での防犯活動が展開された。
街頭パトロールや「安全教室」、青パト事業、講演、防災訓練などの活動が展開されている。その他、全国の小学校や中学校において「安全教室」や、NECと連携した「NECネット安全教室」を実施している。
日本アムウェイや日本たばこ産業などの企業が活動を支援している。デーブ・スペクターが顧問をつとめている。
2014年の段階では24支部がおかれ、総勢約350名のメンバーがボランティアで活動している。

#### 北海道・東北
札幌・仙台

#### 関東
土浦・さいたま・川口・草加・所沢・千葉・柏・松戸・港・渋谷・豊島・武蔵野・横浜・横須賀・大和

#### 関西・中国・四国
関西・岡山・松山

#### 九州
北九州・福岡・久留米・熊本

### 英国
小規模な組織が1989年以来ロンドンの地下鉄および通りをパトロールしている。